# Paolo Del Rosso
Paolo Del Rosso (Firenze, 1505 – Firenze, 13 gennaio 1569) è stato un letterato e traduttore italiano.

## Biografia
Figlio di Pierozzo, appartenente a una famiglia fiorentina della borghesia artigianale, politicamente di idee repubblicane, nel 1530 al ritorno dei Medici fu bandito da Firenze.
Rifugiatosi a Napoli, la sua preparazione militare gli permise di entrare al servizio di Anton Francesco Albizzi, importante fuoriuscito antimediceo, al seguito del quale partecipò alla battaglia di Montemurlo il 1º agosto 1537, che fu fatale al suo capitano, catturato e poi giustiziato.

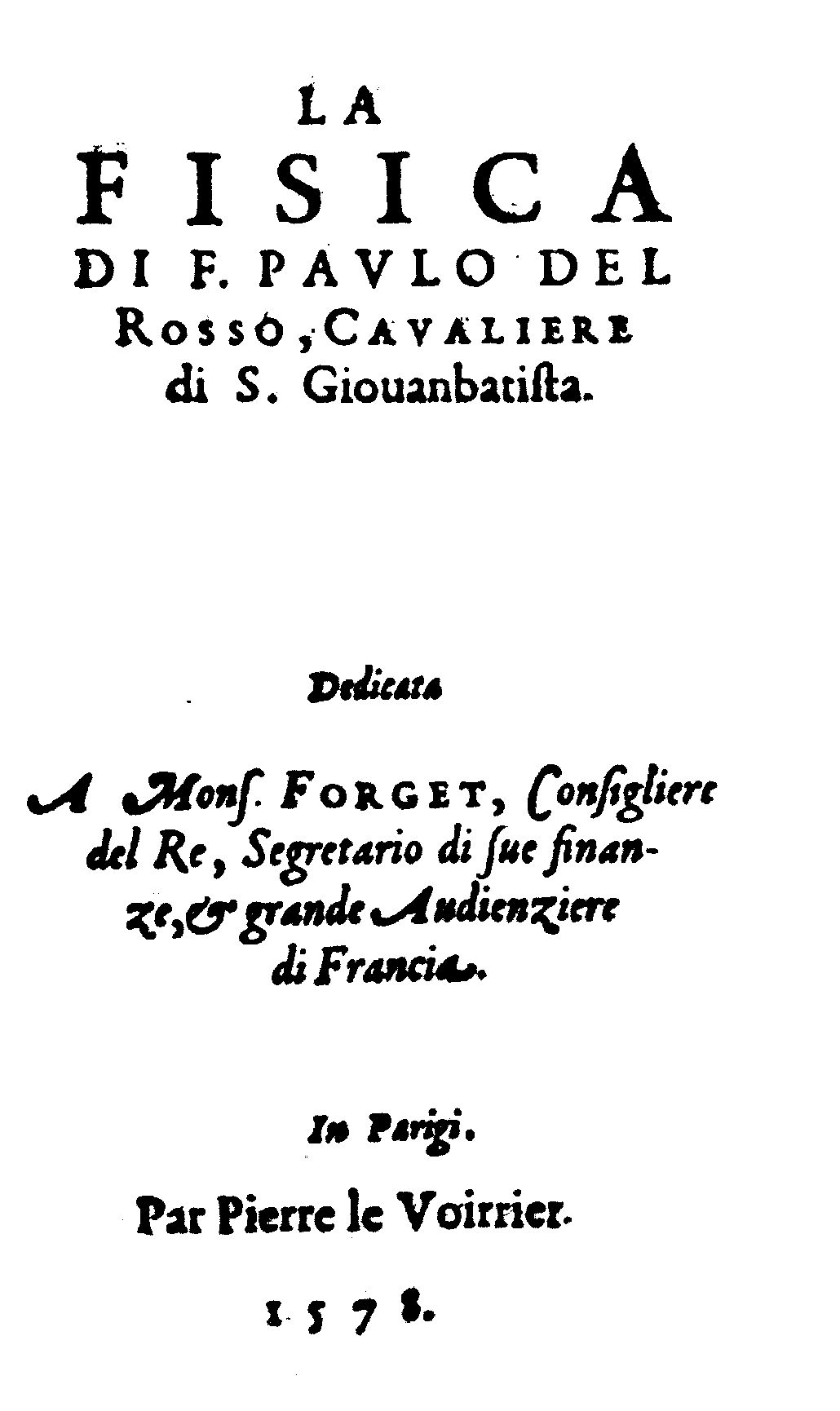
Frontespizio della Fisica (1578)

Rimasto senza protettore, il Del Rosso iniziò la sua attività letteraria. È del 1544 l'opera a cui più di tutte è legato il suo nome: la prima traduzione italiana delle Vite de dodici Cesari di Svetonio, stampata a Roma da Antonio Blado a spese di Francesco Priscianese, altro esule fiorentino.
A lui risale la celebre resa in italiano: Il dado è tratto, divenuta anch'essa proverbiale, della celeberrima frase cesariana: Alea iacta est.
(Gaio Svetonio Tranquillo, Divus Iulius, 32. Traduzione di Paolo Del Rosso)
Nel 1545 a Napoli apparvero le Regole, osservanze et avvertenze sopra lo scrivere correttamente la lingua volgare toscana in prosa & in versi. Nel frattempo si era trasferito in Francia, dove già nel 1542-1543 era entrato in relazione con Leone Strozzi e dove eseguì la sua traduzione del De viris illustribus urbis Romae, allora attribuito a Plinio il Giovane, stampata da Gabriele Giolito de Ferrari a Venezia e contemporaneamente pubblicata anche da Guglielmo Rouillo a Lione nel 1546. 
Tra il 1546 e il 1552, al seguito dello Strozzi, il Del Rosso divenne cavaliere gerosolimitano e interruppe l'attività di scrittore per riprendere quella militare, viaggiando nel Mediterraneo e combattendo contro i Turchi.
Nel luglio 1553 però il granduca Cosimo riuscì a ottenere dal papa Giulio III la sua consegna, cosicché il Dal Rosso fu condannato per cospirazione e rinchiuso nella torre di Pisa.
Durante la prigionia tradusse i Salmi di Davide, il De anima di Aristotele e ridusse in terza rima la Fisica dello stesso Aristotele: quest'ultima opera venne pubblicata postuma nel 1578 a Parigi a cura di lacopo Corbinelli.
Nel gennaio 1566 impetrò finalmente la grazia dal granduca e nello stesso anno fu ammesso nell'Accademia Fiorentina.
Morì a Firenze il 13 gennaio 1569 e fu sepolto nella chiesa di S. Marco.

## Opere
- Andrea Fulvio, Opera delle antichità della città di Roma & delli edificij memorabili di quella, tradotta nuovamente di latino in lingua toscana per Paulo Dal Rosso cittadino fiorentino, In Vinegia, per Michele Tramezino, 1543.
- Gaio Suetonio Tranquillo, Le vite de dodici Cesari tradotte in lingua toscana per m. Paolo Del Rosso cittadino fiorentino, In Roma, per Antonio Blado Asulano, ad istanza et a spese di m. Francesco Priscianese fiorentino, 1544.
- Regole, osservanze et avvertenze sopra lo scrivere correttamente la lingua volgare toscana in prosa & in versi, Stampato in la fedelissima città di Napoli, per maestro Mattio Cance bresciano, 1545.
- Gaio Cecilio, cognominato poi Plinio Secondo il piu Giovane [i.e. Pseudo-Aurelio Vittore], De gli huomini valorosi et illustri tradotto di latino in lingua toscana da messere Paulo Del Rosso cittadino fiorentino, In Vinegia, appresso Gabriel Giolito de Ferrari, 1546.
  -  De gli huomini valorosi et illustri tradotto di latino in lingua toscana da messere Paulo Del Rosso cittadino fiorentino, In Lione, da Guglielmo Rouillo, nel 1546.
- La Fisica, In Parigi, par Pierre Le Voirrier, 1578.